# Petar Mladenow

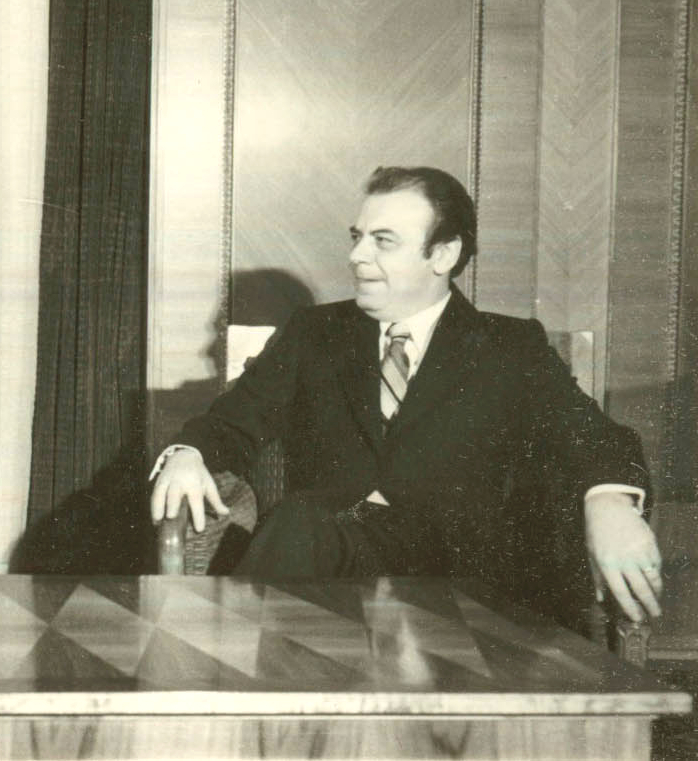
Petar Mladenow als Außenminister, 1978

Petar Toschew Mladenow (bulg. Петър Тошев Младенов) (* 22. August 1936 in Toschewtschi in der Oblast Widin, Königreich Bulgarien; † 31. Mai 2000 in Sofia, Bulgarien) war ein bulgarischer Diplomat und Politiker.
Mladenow wurde als Sohn einer Bauernfamilie in der Ortschaft Toschewtschi in der Oblast Widin geboren. Sein Vater war ein antifaschistischer Partisan, der 1944 fiel. Nach Beendigung der Militärakademie ging Mladenow an die Universität Sofia und schloss sein Studium 1963 am staatlichen Institut für internationale Beziehungen in Moskau ab. 1971 wurde er von Todor Schiwkow zum Außenminister ernannt; diese Position hatte er fast zwei Jahrzehnte inne. Nach der Palastrevolte im Jahre 1989, die zum Sturz von Schiwkow führte, übernahm Mladenow sowohl den Posten des Generalsekretärs der Bulgarischen Kommunistischen Partei als auch das Amt des Staatsratsvorsitzenden. Beide Ämter wurden im April 1990 abgeschafft, woraufhin man Mladenow zum Staatsvorsitzenden der Volksrepublik ernannte.
Im Jahr 2000 starb er in Sofia.